# Kluizenaar en slapende Angelica
Kluizenaar en slapende Angelica (ook wel: Angelica en de kluizenaar, Angelica en de heremiet of De kluizenaar en de slapende Angelica) is een schilderij van de Vlaamse kunstschilder Peter Paul Rubens, geschilderd circa 1626-1628, olieverf op paneel, 43 × 65,5 centimeter groot. Het toont een tafereel uit de Orlando Furioso van Ludovico Ariosto, waarbij een boze kluizenaar de 'schone Angelica' bespiedt. Het schilderij bevindt zich thans in het Kunsthistorisches Museum Wien te Wenen.

## Context
Het verhaal van Angelica en de kluizenaar wordt verteld in canto 8 van het epische gedicht Orlando Furioso van de Italiaanse dichter Ludovico Ariosto, dat zich afspeelt tegen de achtergrond van de oorlog tussen christenen en saracenen, in de tijd van Karel de Grote. Angelica en Orlando (ridder Roeland) behoren tot de belangrijkste personages.
Angelica is een buitengewoon mooi saraceens meisje waar alle christelijke ridders verliefd op worden, waaronder Orlando. Ze zit gevangen aan het hof van Karel de Grote maar ontsnapt uit handen van de christenen en wordt vervolgens zelf verliefd op de herder Medoro. Orlando's passie voor Angelica leidt hem af van zijn belangrijke taak om het christendom te verdedigen, hetgeen ook de bedoeling van Angelica was. Hij gaat naar haar op zoek en komt uiteindelijk bij toeval op de plek waar Angelica en Medoro hun namen en liefdesverklaringen in de bomen hebben gekerfd. De onfortuinlijke ridder verliest zijn verstand (wordt "furieus") en zwerft van het ene land naar het andere, op zoek naar Angelica. Op de vlucht voor Orlando voert een oude kluizenaar met magische krachten Angelica vervolgens naar een verlaten eiland, door een demon controle over haar paard te laten nemen. Hij verbergt haar in een grot en voert haar in een diepe slaap, waarna hij haar van haar gesluierde kleding ontdoet en aanschouwt. Als hij vervolgens haar lichaamsdelen wil kussen, laat hij zich echter door morele wroeging weerhouden.
De Orlando Furioso was in de tijd van Rubens erg populair en de avonturen van Angelica inspireerden met name tussen 1500 en 1800 tal van kunstenaars. Het verhaal van Angelica en de kluizenaar werd in de zestiende eeuw al door Tintoretto gebruikt als thema voor een schilderij, dat tussen 1600 en 1602 door Rubens in Venetië werd bestudeerd.

## Afbeelding
Op het hoogtepunt van zijn roem kreeg Rubens zoveel opdrachten dat hij die nooit in zijn eentje zou kunnen uitvoeren. Te Antwerpen had hij daarom een enorm atelier ingericht, nu het Rubenshuis, waar tal van getalenteerde jonge schilders hem assisteerden bij het vervaardigen van zijn groots opgezette doeken. Tussen de bedrijven door schilderde Rubens echter ook nog af en toe kleinere werken louter voor zijn plezier, waarvan het kabinetpaneel Kluizenaar en slapende Angelica een sprekend voorbeeld is.

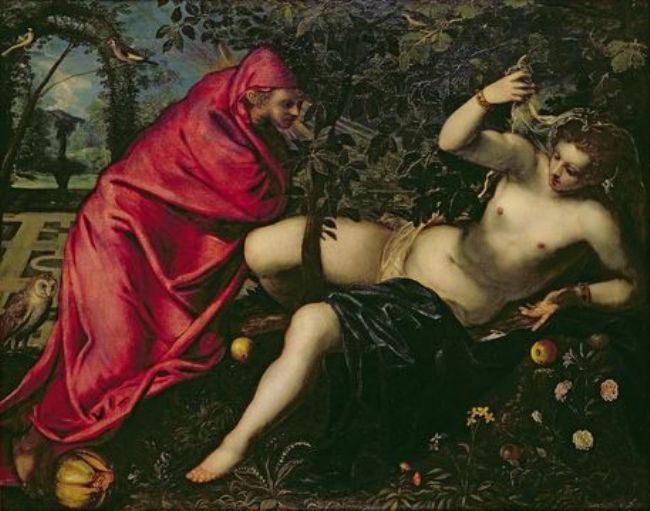
Tintoretto's Angelica en de kluizenaar.

De weergave van Angelica is typerend voor Rubens' stijl en de wijze waarop hij vrouwen uitbeeldde: niet geïnteresseerd in een modieus ideaal of pretentieus realisme, brengt hij vooral zijn eigen vitaliteit en seksuele gevoelens tot uitdrukking. De overmatige aanwezigheid van het naakt en de parelmoerachtige glans van het mollige en lillige vlees voelen bijna ongemakkelijk aan, als voelt de kijker zichzelf betrapt op diens voyeurisme.
De compositie berust, als zo vaak in zijn werk, op een diagonale, vernuftig draaiende spiraal van de vrouwenfiguur. Hoewel Angelica slaapt blijft haar gezichtsuitdrukking uitermate expressief, bijna extatisch, hetgeen de vraag oproept waarover ze droomt. In de gezichtsexpressie van de kluizenaar, die haar omzichtig benadert en zachtjes de sluier van haar af trekt, is diens interne worsteling te zien met de boosaardigheid van zijn lage intenties. Deze boosaardigheid wordt gesymboliseerd door de demonfiguur rechtsachter, die hem lijkt aan te zetten door te gaan en zijn morele bedenkingen te trotseren.
Het schilderij wordt vaak gezien als een typische Rubens-verbeelding waarbij de vrouw min of meer wordt neergezet als een passief object van de mannelijke lust. In dit werk is die intentie echter wel heel expliciet. Met name in de toevoeging van de demon kan ook een analogie worden gezocht met Rubens' eigen interne worsteling ten aanzien van dit soort weergaves. Mogelijk bevat het ook een morele boodschap voor de kijker.